# The Letter Room
The Letter Room è un cortometraggio del 2020 diretto da Elvira Lind. 

## Trama
Richard (Oscar Isaac) è un agente penitenziario. A causa di alcuni problemi col suo superiore viene trasferito per lavoro nella stanza di controllo della corrispondenza dei carcerati, per esaminare le comunicazioni tra i carcerati e il mondo esterno. Mentre cammina per i corridoi del braccio della morte, viene fermato da Jackson (John Douglas Thompson), che non ha notizie della figlia da anni e prega Richard di ricontrollare il database perché è sicuro che il precedente direttore non consegnava la posta. Ben presto si ritrova invischiato negli affari privati del detenuto.

## Distribuzione
Il film è stato presentato per la prima volta all'HollyShorts Film Festival nel novembre 2020. 

## Riconoscimenti
- 2020 - HollyShorts Film Festival[2]
  - Candidatura all'Official Selection
- 2020 - Tribeca Film Festival[3]
  - Candidatura al miglior cortometraggio
- 2020 - Palm Springs International ShortFest[4]
  - Candidatura al miglior cortometraggio
- 2021 - Oscar
  - Candidatura al miglior cortometraggio[5]
- 2021 - Elba Film Festival
  - Vincitore del miglior cortometraggio[6]